# Kristen Nygaard
Kristen Nygaard, né le 27 août 1926 et mort le 10 août 2002, est un informaticien norvégien, un pionnier des langages de programmation et un homme politique. Au niveau international, Nygaard est reconnu comme le co-inventeur de la programmation orientée objet et du langage de programmation Simula avec Ole-Johan Dahl dans les années 1960. Nygaard et Dahl reçoivent le prix Turing en 2001 pour leurs contributions aux langages de programmation.

## Jeunesse et carrière
Nygaard naît à Oslo et obtient sa maîtrise en mathématiques à l'Université d'Oslo en 1956. Sa thèse sur la théorie abstraite des probabilités s'intitule Aspects théoriques des méthodes de Monte Carlo.
Nygaard travaille à plein temps au Norwegian Defence Research Establishment de 1948 à 1960, dans la programmation (1948–1954) et la recherche opérationnelle (1952–1960).
De 1957 à 1960, il dirige les premiers groupes de recherche opérationnelle de l'establishment norvégien de la défense. Il est cofondateur et premier président de la Société norvégienne de recherche opérationnelle (1959-1964). En 1960, il est embauché par le Norwegian Computing Center (NCC), responsable de la construction du NCC en tant qu'institut de recherche dans les années 1960, dont il devient le directeur de la recherche en 1962.

## Programmation orientée objet
Avec Ole-Johan Dahl, il développe les premières idées de programmation orientée objet dans les années 1960 au Centre informatique norvégien (Norsk Regnesentral) dans le cadre de Simula I (1961-1965) et Simula 67 (1965 –1968), des langages de programmation de simulation ayant commencé comme une variante étendue d' ALGOL 60,. Ces langages ont introduit les concepts de base de la programmation orientée objet : objets, classes, héritage, quantités virtuelles et exécution de programme multithread. En 2004, l'Association Internationale pour les Technologies Objets (AITO) crée un prix annuel au nom d'Ole-Johan Dahl et Kristen Nygaard pour honorer leur travail de pionnier sur l'orientation objet. Ce prix Dahl-Nygaard est décerné chaque année à deux personnes qui ont apporté des contributions techniques importantes au domaine de l'orientation objet. Le travail doit être dans l'esprit du travail conceptuel et/ou de mise en œuvre pionnier de Dahl et Nygaard. Le prix est remis chaque année lors de la conférence ECOOP.
Il mène des recherches pour les syndicats norvégiens sur la planification, le contrôle et le traitement des données, tous évalués sur la base des objectifs du travail organisé (1971-1973), en collaboration avec Olav Terje Bergo . Ses autres travaux de recherche et développement étudient l'impact social de la technologie informatique et le langage de description générale du système DELTA (1973–1975), en collaboration avec Erik Holbaek-Hanssen et Petter Haandlykken.
Nygaard devient professeur à l'Université d'Aarhus, au Danemark (1975-1976), puis professeur émérite à l'Université d'Oslo (à temps partiel à partir de 1977, à temps plein de 1984 à 1996). Son travail à Aarhus et à Oslo comprend la recherche et l'enseignement du développement de systèmes et de l'impact social de la technologie informatique. Ce travail engendre la création de la Scandinavian School in System Development, qui est étroitement liée au domaine de la conception participative.
À partir de 1976, il s'engage dans le développement et, à partir de 1986, la mise en œuvre du langage général de programmation orienté objet BETA, en collaboration avec Bent Bruun Kristensen, Ole Lehrmann Madsen et Birger Møller-Pedersen . Le langage est maintenant disponible sur une large gamme d'ordinateurs.

## Carrière ultérieure
Durant la première moitié des années 1980, Nygaard est président du comité directeur du programme de recherche scandinave System Development and Profession Oriented Languages (SYDPOL), coordonnant la recherche sur le développement de systèmes, la recherche linguistique et l'intelligence artificielle. Toujours dans les années 1980, il est président du comité directeur du projet de recherche financé par Cost-13 (Commission européenne du marché commun) sur les extensions des langages professionnels nécessaires lorsque l'intelligence artificielle et les technologies de l'information deviennent partie intégrante du travail professionnel.
Les recherches de Nygaard de 1995 à 1999 étaient liées aux systèmes distribués. Il est le responsable de General Object-Oriented Distributed Systems (GOODS), un projet de trois ans soutenu par le Conseil norvégien de la recherche à partir de 1997, visant à enrichir les langages orientés objet et les méthodes de développement de systèmes par de nouveaux concepts de base qui permettent de décrire la relation entre les programmes en couches et/ou distribués et le matériel informatique et les personnes exécutant ces programmes informatiques. L'équipe GOODS comprenait également Haakon Bryhni, Dag Sjøberg et Ole Smørdal.
Les derniers intérêts de recherche de Nygaard étaient des études sur l'enseignement de la programmation et la création d'une plate-forme conceptuelle orientée processus pour l'informatique . Ces sujets sont développés dans un nouveau projet de recherche nommé Comprehensive Object-Oriented Learning (COOL), en collaboration avec plusieurs sites de test internationaux. Il donnait des conférences et des cours sur ces sujets en Norvège et ailleurs. En novembre 1999, il est devenu président d'un comité consultatif sur la communication à large bande pour le Département norvégien des affaires municipales et régionales. Il occupe un poste à temps partiel au laboratoire de recherche Simula à partir de 2001, lorsque l'institut de recherche ouvre.

## Reconnaissance
En juin 1990, il reçoit un doctorat honorifique de l'Université de Lund, en Suède. En juin 1991, il est devenu le premier individu à recevoir un doctorat honorifique de l'Université d'Aalborg, au Danemark. Il est devenu membre de l'Académie norvégienne des sciences.
En octobre 1990, Computer Professionals for Social Responsibility lui décerne son prix Norbert Wiener pour la responsabilité sociale et professionnelle.
En 1999, lui et Dahl sont devenus les premiers à recevoir le nouveau prix Rosing, décerné par la Norwegian Data Association pour des réalisations professionnelles exceptionnelles.
En juin 2000, il reçoit une bourse honoraire pour "son contributions à l'émergence des concepts de technologie objet" par l'Object Management Group, un groupe de normes techniques pour l'orientation objet, qui maintient plusieurs normes de l'Organisation internationale de normalisation (ISO).
En novembre 2001, l'Institute of Electrical and Electronics Engineers (IEEE) décerne à Nygaard et Dahl la médaille IEEE John von Neumann "pour l'introduction des concepts sous-jacents à la programmation orientée objet par la conception et la mise en œuvre de Simula 67".
En février 2002, il reçoit, avec Ole-Johan Dahl, le prix Turing "pour les idées fondamentales à l'origine de la programmation orientée objet, à travers leur conception des langages de programmation Simula I et Simula 67."
En août 2000, il est nommé Commandeur de l'Ordre royal norvégien de Saint-Olav par le roi Harald V de Norvège.

## Autres activités
En 1984 et 1985, Nygaard est président du comité informatique de l'Université d'Oslo et est actif dans la conception du plan de l'université pour le développement des installations de recherche, d'enseignement et de communication dans toutes les facultés de l'université.
Il est le premier président du Comité de protection de l'environnement de l'Association norvégienne pour la protection de la nature.
Dans les années 1970, Il est pendant 10 ans représentant de la Norvège dans les activités de l'Organisation de coopération et de développement économiques sur les technologies de l'information. Il est membre du Comité de recherche de la Fédération norvégienne des syndicats et a coopéré avec des syndicats dans de nombreux pays.
Pendant plusieurs années, il est engagé dans la gestion d'une institution sociale expérimentale essayant de nouvelles façons de créer des conditions de vie décentes pour les alcooliques socialement exclus.
Nygaard était actif dans la politique norvégienne. Au milieu et à la fin des années 1960, il est membre du Comité exécutif national du Parti libéral norvégien et président du comité stratégique de ce parti. Il est candidat au scrutin mineur aux élections législatives de 1949. Au cours de la lutte politique intense qui précède le référendum de 1972 sur l'adhésion de la Norvège au Marché commun européen (et plus tard l'Union européenne ), il travaille comme coordinateur pour les nombreuses organisations de jeunesse qui travaillaient contre l'adhésion.
De 1971 à 2001, Nygaard est membre du Parti travailliste et membre de leurs comités sur les politiques de recherche.
En novembre 1988, il est devenu président du comité d'information sur la Norvège et la CEE, en août 1990 réorganisé sous le nom de Nei til EF, une organisation diffusant des informations sur la relation de la Norvège avec le marché commun et coordonnant les efforts pour garder la Norvège à l'extérieur. Nygaard travaille avec Anne Enger Lahnstein, chef du Parti du centre anti-UE, dans cette campagne. Lors du référendum du 28 novembre 1994, "Nei til EU" a réussi : 52,2 % des électeurs ont voté "Non". La stratégie de la campagne, incitée par Nygaard, était qu'elle devait être pour quelque chose aussi bien que contre, c'est-à-dire l'État-providence scandinave que Nygaard considérait comme menacé par les accords de Maastricht.
Il démissionne de son poste de président en 1995 et est ensuite président du comité stratégique de l'organisation et membre de son conseil.
En 1996 et 1997, Nygaard est le coordinateur des efforts visant à établir le Mouvement européen anti-Maastricht (TEAM), un réseau de coopération entre les organisations nationales opposées à l'Union économique et monétaire de l'Union européenne (UEM) et au traité de Maastricht dans les pays européens. à l'intérieur et à l'extérieur de l'UE. L'Alliance européenne des mouvements critiques pour l'UE (TEAM) lance avec succès le 3 mars 1997.

## Vie privée
Kristen Nygaard épouse Johanna Nygaard en 1951. Elle a travaillé à l'agence norvégienne d'aide aux pays en développement. Elle s'est spécialisée pendant plusieurs années dans le recrutement et le soutien administratif de spécialistes travaillant en Afrique de l'Est. Johanna et Kristen Nygaard ont eu trois enfants et sept petits-enfants.
Nygaard décède d'une crise cardiaque en 2002.